# أمادو با (سياسي)
أمادو با هو سياسي سنغالي، ولد في 17 مايو 1961 في داكار في السنغال. انتخب Finance minister of Senegal ‏ وانتخب وزير المالية.